# Hermann Carl Vogel

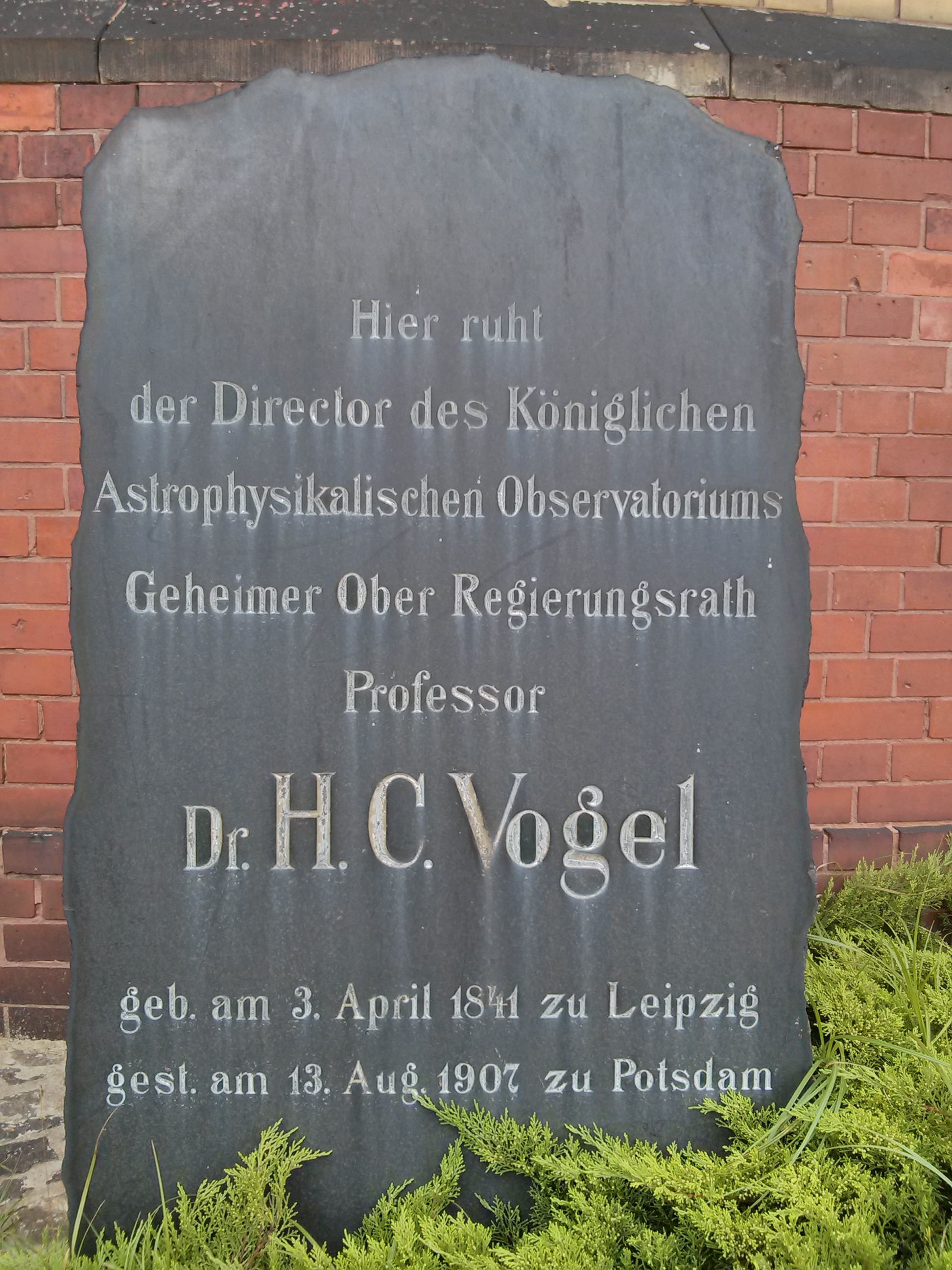
Sírköve a potsdami Einsteinparkban a nagy refraktor mögött

Hermann Carl Vogel (Hermann Karl Vogel; Lipcse, Szászország 1841. április 3. – Potsdam, 1907. augusztus 13.) német csillagász, Edward Charles Pickering mellett a kettőscsillagok színképelemzésének másik úttörője.

## Élete
Pedagógus apa gyermekeként született Lipcsében. A Drezdai Politechnikum elvégzése után 1863-ban a Lipcsei Egyetemen folytatta tanulmányait. Egyetemi évei alatt Karl Christian Bruhns asszisztenseként részt vett a kettőscsillagok megfigyelésének Friedrich Wilhelm Rudolf Engelmann által vezetett programjában. 1867-ben diplomázott, majd a lipcsei csillagvizsgálóban állt munkába. Eközben 1870-ben, a Jénai Egyetemen védte meg a csillagködökről és csillaghalmazokról írt doktori disszertációját.
Még ebben az évben leszerződött von Bülow báró császári kamarás magán csillagvizsgálójába (Sternwarte Bothkamp), amit Karl Friedrich Zöllner javaslatára állítottak fel a Kieltől 20 km-rel délre, Bothkampban épült családi kastélyban. A bothkampi csillagvizsgálót gyakran nevezik „az asztrofizika bölcsőjének”: Vogel itt próbálta meg először a csillagok látósugár menti elmozdulását a színképvonalak eltolódásával mérni; asszisztense Wilhelm Oswald Lohse volt.
A bothkampi állomás beüzemelése közben kiderült, mik azok a fontos többletek, amikhez egy jól működő asztrofizikai obszervatóriumban szükség lenne. Ehhez le kellett győzni a konzervatív akadémikusok ellenállását, így az új csillagdát csak 1874 késő őszén kezdték építeni a potsdami Telegrafenberg dombján. A Potsdami Obszervatórium 1882-re készült el, és első igazgatója Vogel lett.

## Munkássága
Karl Friedrich Zöllner biztatására már bothkampi éveiben megpróbálta kimutatni, hogy eltolódnak-e a színképvonalat az egyes csillagok spektrumaiban, és ha igen, mi lehet ennek az oka; ezzel a csillagászati fotometria és spektroszkópia egyik megalapozójává vált. Elsőként mutatta ki (1871-ben) a színképvonalak eltolódásából a Nap tengely körüli forgását. Alosztályok bevezetésével (1874-ben) finomította Pietro Angelo Secchi színképosztályozó rendszerét, ez a finomított beosztás vált később a csillagok fejlődési sorának alapjává.
A Potsdami Obszervatórium korszerű fényképészeti berendezéseivel már elég pontosan tudta mérni a csillagok színképének eltolódását (ami a korábban ezzel próbálkozó Ernst Machnak és William Hugginsnak még nem sikerült), amiből a Doppler-effektus alapján ki tudta számolni a Szíriusz, a Procyon, a Rigel és az Arcturus sugárirányú sebességét. Spektroszkópiai módszerekkel bebizonyította, hogy az Algol (β Persei) és a Spica (α Virginis) valójában kettőscsillag. Julius Scheinerrel együttműködve meghatározta az Algol fényesebb csillagának sugárirányú sebességét, a két csillag átmérőjét és távolságát, majd tömegüket is. Eredményeik alapján a „spektroszkópiai kettőscsillagok” kutatása gyors fejlődésnek indult.
Rendszeresen gyűjtötte az északi csillagos égbolt csillagainak fényesség- és színképadatait. Úgy vélte, a csillagászok tartoznak annyival az utókornak, hogy rögzítsék az égi objektumok általuk megfigyelhető állapotát, hogy később a változások kimutathatók legyenek. Az égi egyenlítőtől délre fekvő, 15 fok széles sáv spektrális katalógusának összeállítását 1874-ben Konkoly Thege Miklósra bízta (őt ebben a munkában asszisztense, Kövesligethy Radó segítette. A katalógus kiadását 1879-ben kezdte el Karl Hermann Gustav Müllerrel, és az 1907-ben már 14 200 csillag adatait tartalmazta.

## Főbb művei
Legtöbb munkája a bothkampi, majd a potsdami csillagda kiadványaként, az Astronomische Nachrichtenben, illetve akadémiai kiadványként jelent meg.

## Emlékezete
Nevét őrzi:
- egy kráter a Holdon,
- egy kráter a Marson,
- egy aszteroida.

## Fordítás
- Ez a szócikk részben vagy egészben  a   Hermann Carl Vogel című angol Wikipédia-szócikk ezen változatának fordításán alapul.  Az eredeti cikk szerkesztőit annak laptörténete sorolja fel. Ez a jelzés csupán a megfogalmazás eredetét és a szerzői jogokat jelzi, nem szolgál a cikkben szereplő információk forrásmegjelöléseként.